# Скорий Денис Ігоревич
Денис Ігоревич Скорий (нар. 16 квітня 1979 року) — український хірург, онколог, професор та політик із Харкова. Майже 20 років Скорий працює в різних медичних закладах України хірургом, онкологом та менеджером. У 2016 році він став одним із наймолодших керівників обласних медичних закладів України, очоливши Харківський обласний центр онкології.  
У 2020 році Денис Скорий приєднався до «Блоку Світличної “Разом!”» — політичної партії, очолюваної Юлією Світличною, і був обраний до Харківської обласної ради VIII скликання з метою впливу на реформування обласної медицини, у тому числі на спрямування більшого фінансування на Обласний центр онкології. 
У 2015 році Денис Скорий отримав орден Святителя Луки — нагороду, яку вручають провідним українським лікарям та хірургам. 
З 2004 до 2008 року Скорий працював у центральній лікарні міста Валки Харківської області та в Інституті загальної та невідкладної хірургії імені В. Т. Зайцева Національної академії медичних наук України (НАМН) у Харкові. З 2008 до 2016 року Скорий працював старшим науковим співробітником та провідним науковим співробітником відділу хірургії печінки Інституту загальної та невідкладної хірургії НАМН. У 2008 році Скорий здобув ступінь кандидата медичних наук, а у 2013 році — доктора медичних наук. З 2016 року Скорий є професором кафедри онкології Харківського національного медичного університету та генеральним директором Харківського обласного центру онкології.

## Особисте життя та сім'я
Денис Скорий народився 16 квітня 1979 року в Харкові, Україна. Одружений з Іриною Скорою. У пари є дві доньки.

## Освіта
У 2002 році Денис Скорий з відзнакою закінчив Харківський національний медичний університет. З 2002 до 2004 року він проходив інтернатуру в Інституті загальної та невідкладної хірургії Академії медичних наук України в Харкові та в центральній лікарні міста Валки Харківської області (дистанційна освіта).
У 2005–2008 роках Скорий був аспірантом в Інституті загальної та невідкладної хірургії НАМН України.

### Наукові ступені
У 2008 році Скорий достроково закінчив аспірантуру в Інституті загальної та невідкладної хірургії НАМН України у Харкові. Після її закінчення він здобув ступінь кандидата наук. У 2013 році Скорий здобув ступінь доктора наук.

## Кар'єра

### Медична та викладацька кар'єра (з 2004 року й дотепер)
З 2004 до 2005 року Денис Скорий працював хірургом у центральній лікарні міста Валки Харківської області. У 2005 році перейшов до Інституту загальної та невідкладної хірургії Академії медичних наук України у Харкові, де працював хірургом до 2008 року.
У 2008–2013 роках Скорий був старшим науковим співробітником, а у 2013–2016 роках — провідним науковим співробітником відділу хірургії печінки Інституту загальної та невідкладної хірургії НАМН. У 2011 році Скорий став членом медичної команди, яка однією з перших в Україні виконала безкровні операції на печінці, розщеплені резекції печінки, розширені та полівісцеральні резекції печінки. Для цих операцій команда винайшла газоструминний хірургічний скальпель, який розрізає тканину вуглекислим газом.
З 2007 до 2015 року Скорий брав участь у різних медичних учбових курсах в Україні та за кордоном, зокрема в Росії, Китаї, Австрії, Японії, Німеччині та Південній Кореї.
З 2016-го він викладає на кафедрі онкології Харківського національного медичного університету та є генеральним директором комунального некомерційного регіонального центру онкології у Харкові.
З 2018 року Денис Скорий був головним дослідником в українському відділенні багатонаціональних фармацевтичних та біотехнологічних компаній.
Станом на 2021 рік Скорий є співавтором та зареєстрував 12 лікарських патентів, опублікував у медичних виданнях 111 наукових статей та випустив 4 монографії.

### Генеральний директор Харківського обласного центру онкології (2016 — 2021)

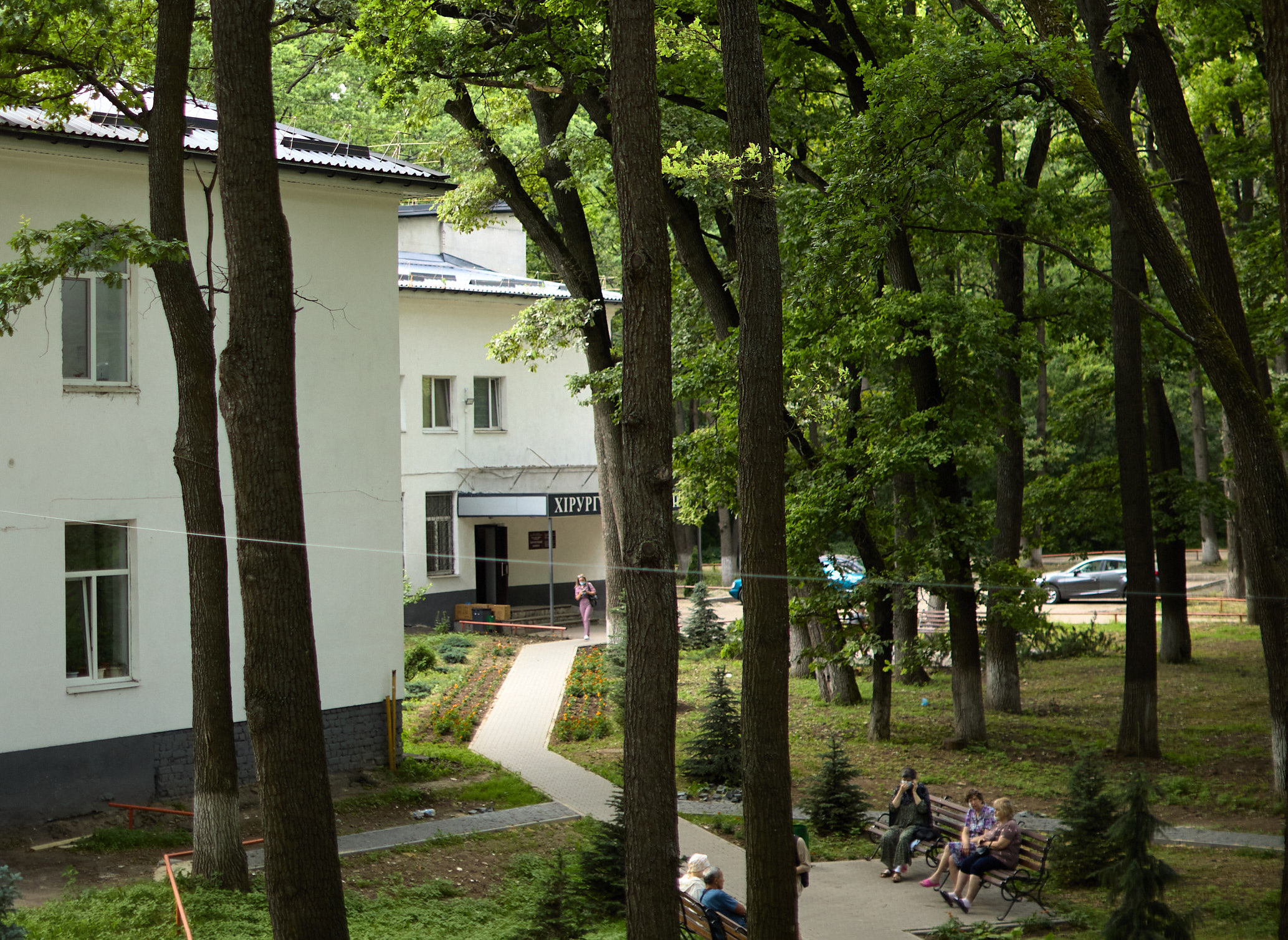
Харківський обласний центр онкології, 2021

#### Призначення на посаду
Харківський обласний центр онкології — це медичний заклад у Харкові, який надає різні види послуг: від діагностики до лікування та реабілітації онкологічних хворих. Уперше створений як Харківський обласний клінічний онкологічний диспансер наприкінці 30-х років, у 2009 році він був реорганізований у муніципальний Харківський обласний клінічний онкологічний центр.
У 2016 і в попередні роки багато пацієнтів Харківського обласного клінічного онкологічного центру подавали скарги на заклад та його керівництво. У 2016 році інспекція Харківської обласної ради заявила, що Центр перебуває у «надзвичайному стані»; його керівництво корумповане, а якість медичної допомоги сумнівна; фінансування лікарні витрачалось неправильно, крім того, були інші проблеми в управлінні. Попереднє керівництво було звільнено, а Центр реорганізований в комунальне некомерційне підприємство під назвою «Обласний центр онкології».
Голосуванням Харківської обласної ради Скорий був обраний новим генеральним директором Центру. Він був призначений на 5-річний термін і став одним з наймолодших керівників обласних медичних закладів в Україні. Нова бригада лікарів, яких він привів із собою, зайняла керівні та інші посади. Його команда складалася з двох лікарів з Українського національного інституту раку, а також досвідчених хірургів із Києва, Вінниці, Дніпра та Донецька.
Коли нова команда почала керувати Обласним центром онкології, два лікарняні корпуси були напівзруйновані та потребували капітального ремонту. Центру бракувало сучасного медичного обладнання. На той час медичний заклад вважали найгіршим серед українських онкологічних центрів.

#### Проблеми фінансування та політична опозиція
У 2016 році, коли Харківська обласна рада реорганізувала старий онкологічний центр в Обласний центр онкології, депутати обіцяли підтримувати новий заклад на адміністративному рівні та забезпечити коштами для подальшого розвитку. Державне фінансування стало одним із життєво важливих питань, які Денис Скорий неодноразово ставив протягом 2017 року, оскільки палати Центру гостро потребували капітального ремонту, а нова команда лікарів — нового сучасного обладнання та запасу ліків на території закладу, якого було б достатньо в будь-який час.
З 2017 року Харківська обласна рада фінансувала заробітну плату персоналу, оплачувала рахунки лікарні за комунальні послуги та деякі інші мінімальні витрати на підтримання закладу в належному стані. Керівництво Центру не отримало жодного додаткового державного фінансування для оплати ремонту будівель, нового обладнання, наборів ліків тощо. Замість того, щоби надати обіцяну підтримку, регіональна влада направляла численні інспекції для перевірки об'єкта. Перевірки заважали напруженому робочому процесу в Центрі та не призвели до позитивних змін. За словами Скорого, ця та інші дії обласної влади щодо Центру, такі як затримки у виплаті заробітної плати чи інших обіцяних коштів, — були ознаками навмисного тиску. Зі свого боку, департамент охорони здоров’я Харківської обласної ради заявив, що вони роблять достатньо для підтримки закладу, їхні перевірки спрямовані на користь у майбутньому, і насправді це керівництво лікарні не робило спроб співпрацювати.
Попри те, що місцева влада не надала обіцяного фінансування, Скорий та його команда особисто ремонтували та розвивали новий заклад за допомогою деяких недержавних фондів, що були створені коштом пожертв громадських організацій, волонтерів, інших українських лікарів та медичних закладів. Керівництво Обласного центру онкології працювало на різних рівнях, просуваючи та налагоджуючи стосунки з іноземними колегами, відкриваючи нові відділення та намагаючись створити адекватні операційні та дослідницькі кімнати та палати пацієнтів. Щоби забезпечити відкритість адміністративних дій, вести облік фінансування закладу та контролювати діяльність Центру, Скорий та його команда активно працювали над формуванням Міжнародної ради попечителів, до складу якої входило кілька членів громадських організацій.
Врешті-решт місцева влада надала додаткове фінансування об’єкту. Гроші були виділені Центру через тендер 2017 року з метою часткового ремонту в одному з корпусів Центру. Обласна влада також озвучила плани фінансувати інші реконструкції за допомогою Європейського інвестиційного банку. Однак пізніше Центр був вилучений зі списку об’єктів для реконструкції через ненадання необхідної документації, хоча фактично, за словами Скорого, вся необхідна документація була надана.
У 2020 році основним джерелом фінансування Центру онкології була Національна служба здоров'я України, а також пожертви волонтерів, громадських організацій, приватних компаній та медичних працівників та установ.
Окрім інших проблем, неодноразово новому керівництву перешкоджав департамент охорони здоров’я Харківської обласної державної адміністрації. Чиновники лобіювали власні кандидатури на керівні посади Центру та не співпрацювали щодо узгодження графіку роботи закладу. У листопаді 2017 року Верховною Радою України було прийнято новий законопроєкт, який дозволяв адміністраторам лікарень самостійно управляти своїми установами. Зокрема, їм було дозволено особисто координувати розпорядок роботи лікарні, наймати чи звільняти працівників, а також контролювати рівень заробітної плати тощо. Однак така діяльність все ще могла частково регулюватися місцевою владою. Таким чином, у той час, як більшість директорів інших лікарень отримали свободу дій, департамент охорони здоров’я ХОДА все ще намагався втручатися в роботу Скорого на посаді директора Центру.
У зв’язку з усіма цими проблемами Скорий був у відкритому конфлікті з департаментом охорони здоров’я Харківської ОДА та вів активні дискусії та переговори з ними щодо свого закладу протягом 2017 року. У цій боротьбі він отримав серйозну підтримку від української політикині, юристки, а на той час народної депутатки Верховної Ради Ірини Сисоєнко (Комітет із питань охорони здоров’я) та від голови Харківської ОДА у 2016–2019 роках Юлії Світличної.

### Політична кар’єра

#### Харківська обласна рада

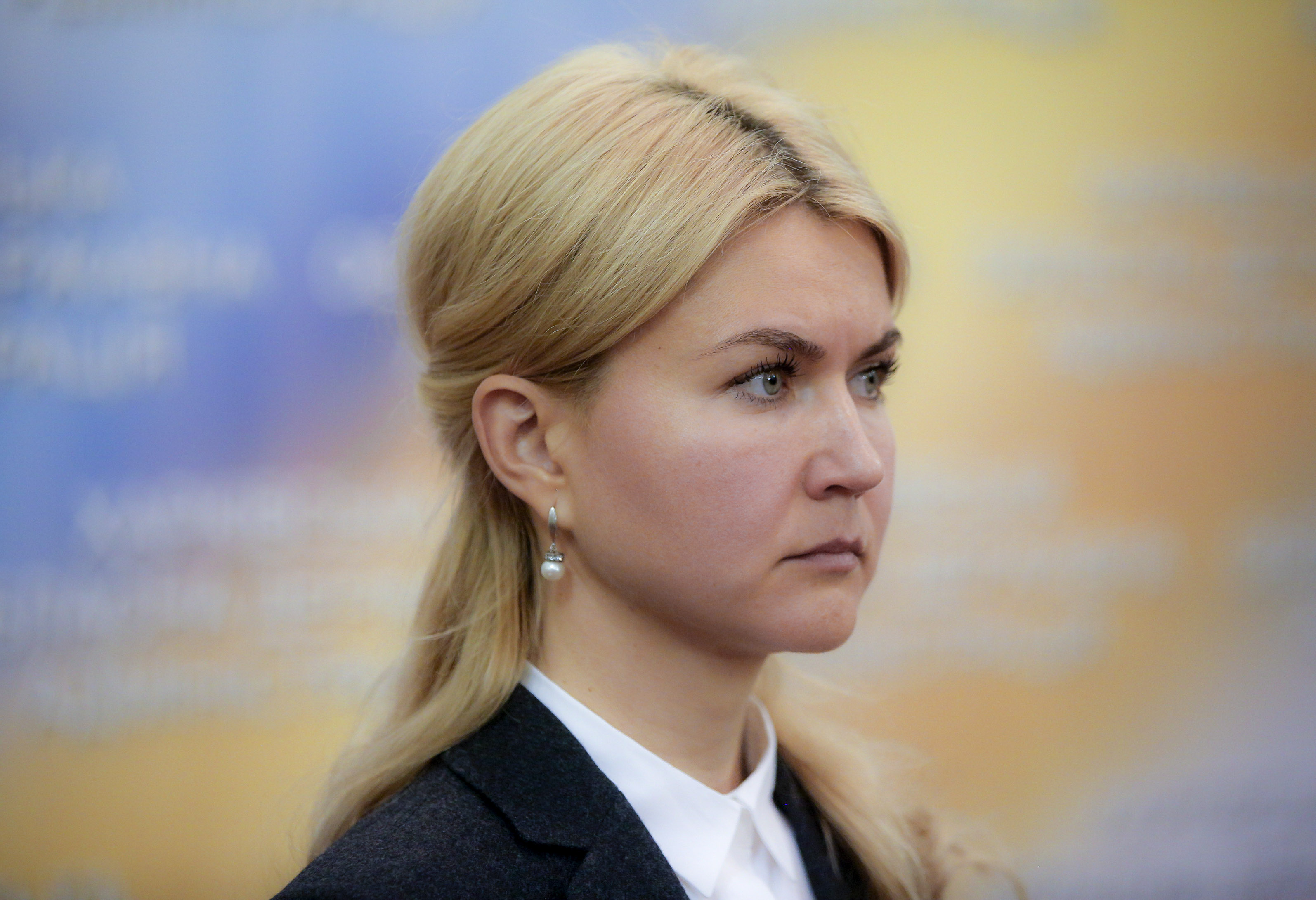
Юлія Світлична, 2016

Після довгострокового партнерства з Юлією Світличною в період між 2017 та 2020 роками, Денис Скорий став членом її політичної партії «Блок Світличної «Разом!»». У 2020 році Скорий взяв участь у виборах в Харківській області як член «Блоку Світличної “Разом!”» під керівництвом Юлії Світличної. Він заявив, що «не бачить іншого шляху» сприяти розвитку та вдосконалювати Центр онкології та в цілому медичну галузь в Україні. Він зазначив, що однією з його цілей є створення адекватних умов праці та можливостей для розвитку в медичній галузі для українських лікарів (більшість з яких залишили свою професію або виїхали з країни через нестерпні умови праці).
Під час українських місцевих виборів 2020 року Скорий був обраний одним зі 120-ти депутатів Харківської обласної ради VIII скликання за списками «Блоку Світличної “Разом!”».

#### Ініціативи
У 2021 році Денис Скорий запропонував розширити регіональну програму охорони здоров’я, додавши новий механізм безкоштовних ранніх скринінгових тестів для людей без будь-яких симптомів хвороби, щоби запобігти розвитку колоректального раку, раку молочної залози та раку шийки матки до рівня, що загрожує життю. Станом на 2021 рік статистика показує, що колоректальний рак є найпоширенішим видом онкологічних захворювань, якими страждають мешканці у Харківській області: з 10 000 нових випадків раку щороку 1 400 є випадками раку прямої кишки. За словами Скорого, нова система скринінгу може допомогти суттєво зменшити кількість людей із занедбаною стадією хвороби, виявивши її на ранніх стадіях. Однак інші депутати обласної ради відхилили пропозицію Скорого щодо створення нової системи. Лише 16 із 96-ти присутніх членів ради її підтримали.
Ще однією ініціативою Скорого, яку відкинула обласна рада, було створення компактних мобільних медичних кабінетів, свого роду «лабораторій на колесах». Ідея полягала в тому, щоби забезпечити безкоштовний медичний огляд та своєчасні медичні огляди для людей, які проживають в невеликих українських селах та містах, де люди або не можуть, або не хочуть звертатися до лікарні (яка іноді знаходиться в іншому населеному пункті), щоби пройти медогляд.
Попри ці невдачі, у 2021 році Денис Скорий працює над новими стратегіями лобіювання цих та інших медичних інновацій. Він та його команда працюють над створенням відеогідів для пропаганди здорового способу життя та заохочення людей здавати ранні скринінгові тести та регулярно проходити медичні огляди.

## Нагороди та гранти

### Національні нагороди
- 2015: Денис Скорий отримав орден Святителя Луки,[1][4] нагороду провідним українським лікарям та хірургам.[35]

### Міжнародні нагороди та гранти
- 2013: Премія для подорожей Фонду міжнародного хірургічного товариства[1][4]
- 2014: Грант для подорожей Японського товариства гепато-біліарно-підшлункової хірургії[1][4]

## See also
- Сисоєнко Ірина Володимирівна
- Світлична Юлія Олександрівна
- Блок Світличної «Разом!»
- Харківська обласна рада
- Харківський національний медичний університет

## Literature cited
- Харьковский Областной Центр Онкологии (Онкологический центр), kharkov.info (рос.), Харків: Har'kov Info, архів оригіналу за 2 серпня 2021, процитовано 13 квітня 2021
- Lobuzina, Kateryna (ред.), Скорий Денис Ігоревич, Наука України: доступ до знань (укр.), Київ: Національна бібліотека України імені В. І. Вернадського, архів оригіналу за 2 серпня 2021, процитовано 13 квітня 2021
- Скорий Денис Ігоревич, UAPATENTS.COM (укр.), Київ: Ukrainian Patents Database, архів оригіналу за 2 серпня 2021, процитовано 13 квітня 2021
- Скорый Денис Игоревич, oblrada.kharkov.ua (рос.), Харків: Харківська обласна рада, процитовано 13 квітня 2021
- Орден Святителя Луки – медикам Украины, Медицинский вестник (рос.), Сімферополь: Кримський державний медичний університет імені С. І. Георгієвського, № 12, 1 червня 2011, архів оригіналу за 2 серпня 2021, процитовано 23 квітня 2021
- Ageeva, Julija, ред. (8 вересня 2016), Стало известно, кто возглавит Областной центр онкологии, KHARKIV Today (рос.), Харків: Kharkiv Today, архів оригіналу за 2 серпня 2021, процитовано 12 квітня 2021
- Kolesnikova, Svetlana, ред. (8 вересня 2016), It became known who will head the Regional Oncology Center, allkharkov.ua, Харків: All Kharkiv, архів оригіналу за 2 серпня 2021, процитовано 13 квітня 2021
- Andrijchenko, Dmytro, ред. (5 травня 2017), В харьковском онкоцентре провели уникальную операцию, TSN.UA (рос.), Київ: 1+1 Media, архів оригіналу за 2 серпня 2021, процитовано 13 квітня 2021
- Mihov, Andrej, ред. (25 травня 2017), Харьковский областной клинический онкологический центр, rakpobedim.com.ua (рос.), Харків: Centr "Ravnoe pravo na zhizn", архів оригіналу за 2 серпня 2021, процитовано 13 квітня 2021
- Shvec, Aleksandr, ред. (26 травня 2017), Александр Головко: "То, что у меня четвертая стадия рака, выяснилось случайно. В операционной я находился 14 часов", Факты и комментарии (рос.), Київ: Bothain Consulting, № 136 (4354), ISSN 1606-5557, OCLC 1127159341, архів оригіналу за 2 серпня 2021, процитовано 12 квітня 2021
- Sokolova, Natasha, ред. (17 липня 2017), "Є ліки": харьковчане смогут проверить наличие бесплатных онкопрепаратов в интернете, Vgorode.ua (рос.), Київ: UMH group, архів оригіналу за 2 серпня 2021, процитовано 12 квітня 2021
- Bigus, Denys, ред. (2018), Skoryi Denys Ihorevych, Declarations, Київ: Bihus.Info, архів оригіналу за 2 серпня 2021, процитовано 13 квітня 2021
- Автобіографія керівника, Kharkiv Onco (укр.), Харків: Regional center of oncology, 1 лютого 2018
- Обрані на відповідних виборах депутати місцевої ради, Місцеві вибори (укр.), Київ: Центральна виборча комісія України, 2020, архів оригіналу за 18 грудня 2020, процитовано 13 квітня 2021
- Musayeva, Sevgil, ред. (30 квітня 2020), 30 апреля. No time to die: В Украине 10 тысяч инфицированных, в России тысячи смертей, в США миллион тестов еженедельно, Українська правда (рос.), Київ: Kyiv MediaHub, OCLC 1066371688, архів оригіналу за 2 серпня 2021, процитовано 12 квітня 2021
- Sokolova, Natasha, ред. (16 серпня 2020), Деньги "срезали": в Харькове заморозили строительство онкоцентра, Vgorode.ua (рос.), Київ: UMH group, архів оригіналу за 13 червня 2021, процитовано 12 квітня 2021
- Вже мала бути зведена будівля, але – ні. Зупинка будівництва онкоцентру в Харкові, VistiNews (укр.), Харків: ВістіNews, 2 вересня 2020, архів оригіналу за 15 квітня 2021, процитовано 13 квітня 2021
- Ivanov, Maksim, ред. (22 вересня 2020), Светличная представила свою команду на местных выборах, Comments.ua (рос.), Київ: Komentari, архів оригіналу за 2 серпня 2021, процитовано 13 квітня 2021
- Смертность снизилась в два раза: директор Харьковского онкологического центра рассказал об итогах трехлетней работы, mykharkov.info (рос.), Харків: Novosti Har'kova, 25 вересня 2020, архів оригіналу за 6 травня 2021, процитовано 13 квітня 2021
- Місцеві вибори 2020: хто йде у депутати Харківської облради, Слобідський край (укр.), Харків: KP «Redakcija gazety „Slobids'kyj kraj“», 1 жовтня 2020, архів оригіналу за 2 серпня 2021, процитовано 12 квітня 2021
- Fedorkova, Tat'jana, ред. (20 листопада 2020), Вибори до облради: ТВК зареєструвала ще 65 депутатів, четверо відмовились, mediaport.ua (укр.), Харків: MediaPort, архів оригіналу за 2 серпня 2021, процитовано 12 квітня 2021
- Shapovalova, Juliana, ред. (17 грудня 2020), В какие фракции вошли депутаты Харьковского облсовета 8 созыва (список), Объектив (рос.), Харків: Media gruppa «Objektiv», архів оригіналу за 28 квітня 2021, процитовано 12 квітня 2021
- Про нас, Обласний центр онкології (укр.), Kharkiv: Municipal non-profit enterprise "Regional Oncology Center", 2021, архів оригіналу за 2 серпня 2021, процитовано 15 червня 2021
- Sokolova, Natasha, ред. (4 березня 2021), "Одно из первых мест по раку в Украине": Харьковский облсовет отказался создать систему раннего выявления онкозаболеваний, Vgorode.ua (рос.), Київ: UMH group, архів оригіналу за 16 квітня 2021, процитовано 12 квітня 2021
- Sokolova, Natasha, ред. (16 квітня 2021), Бесплатно: в Харькове проверят на коронавирус пациентов и медиков онкоцентра, Vgorode.ua (рос.), Київ: UMH group, архів оригіналу за 26 лютого 2021, процитовано 12 квітня 2021
- Sokolova, Natasha, ред. (17 квітня 2021), Где и почем: в каких частных клиниках Харькова можно сделать тест на коронавирус, Vgorode.ua (рос.), Київ: UMH group, архів оригіналу за 2 серпня 2021, процитовано 12 квітня 2021
- Belokudrja, Natal'ja (10 травня 2017), Харьковские хирурги дают людям второй шанс или новая жизнь Харьковского областного онкоцентра, Агентство Телевидения „Новости“ (рос.), Харків: AO «Investor», архів оригіналу за 2 серпня 2021, процитовано 13 квітня 2021
- Bychek, Alina (18 грудня 2018), Sokolova, Natasha (ред.), Каким он будет: в Померках строят новый онкоцентр, Vgorode.ua (рос.), Київ: UMH group, архів оригіналу за 2 серпня 2021, процитовано 12 квітня 2021
- Bychek, Alina (24 липня 2019), Sokolova, Natasha (ред.), 3 секции и 8 операционных: как в Харькове строят новый онкологический комплекс, Vgorode.ua (рос.), Київ: UMH group, архів оригіналу за 18 травня 2021, процитовано 12 квітня 2021
- Chernenko, Anna (30 серпня 2020), Konsevich, Ol'ga (ред.), Строительство новой онкобольницы в Харькове остановилось: причина, 24 Канал (рос.), Київ: TRK «Ljuks», архів оригіналу за 2 серпня 2021, процитовано 13 квітня 2021
- Fal'ko, Ol'ga (12 березня 2018), Денис Скорий: Якщо реформи не запрацюють, в українській медицині настане дефолт, vz.kiev.ua (укр.), Kyiv: Vashe zdorov’ja, архів оригіналу за 2 серпня 2021, процитовано 15 червня 2021
- Fedorkova, Tat'jana (31 травня 2017), Fedorkova, Tat'jana (ред.), Померки, mediaport.ua (рос.), Харків: MediaPort, архів оригіналу за 14 травня 2021, процитовано 12 квітня 2021
- Fedorkova, Tat'jana (10 лютого 2018), Fedorkova, Tat'jana (ред.), В ХОГА обещают построить новый онкоцентр, mediaport.ua (рос.), Харків: MediaPort, архів оригіналу за 2 серпня 2021, процитовано 12 квітня 2021
- Kochupalova, Vita; Mangova, Lidija (2008), Davydenko, M. (ред.), Літопис авторефератів дисертацій (укр.), Київ: Ivan Fedorov Book Chamber of Ukraine
- Nagaevshhuk, Alena (20 листопада 2017), Leptuga, Elena (ред.), Лечат по-современному: что изменилось в онкоцентре, nakipelo.ua (рос.), Харків: GO "Har'kovskij Krizisnyj Infocentr", архів оригіналу за 2 серпня 2021, процитовано 12 квітня 2021
- Naumov, Aleksej (4 березня 2021), Shapovalova, Juliana (ред.), У 3-х человек в зале Харьковского облсовета уже есть рак, у 15 – будет – Скорый, Объектив (рос.), Харків: Media gruppa «Objektiv», архів оригіналу за 20 квітня 2021, процитовано 13 квітня 2021
- Nikolaeva, Marina (15 травня 2017), Борьба за обновленный онкоцентр: скандал дошел до Киева, Агентство Телевидения „Новости“ (рос.), Харків: AO «Investor», архів оригіналу за 2 серпня 2021, процитовано 13 квітня 2021
- Pryluc'kyj, Sergij (22 жовтня 2020), Які кандидати і від яких партій йдуть до міськради Харкова: повний список, Апостроф (укр.), Київ: Міжнародний центр перспективних досліджень, архів оригіналу за 2 серпня 2021, процитовано 13 квітня 2021
- Shevchenko, Ol'ga (15 вересня 2020), Shevchuk, Elena (ред.), Денис Скорый: «С командой Юлии Светличной достигнем результатов», Вечерний Харьков (рос.), Харків: OOO «Redakcija gazety «Vechernij Har'kov», OCLC 762014020, архів оригіналу за 2 серпня 2021, процитовано 12 квітня 2021
- Skoryi, Denis (2008), Клініко-топографічне обгрунтування способів мініінвазивного лікування хворих на жовчнокам'яну хворобу, Харків: Харківський національний медичний університет, архів оригіналу за 2 серпня 2021, процитовано 13 квітня 2021
- Sokolova, Ganna; Skyba-Jakubova, Ivanna (13 листопада 2017), Musayeva, Sevgil (ред.), "Змінити лише вивіску". Що загрожує автономізації лікарень, Українська правда (укр.), Київ: Kyiv MediaHub, OCLC 1066371688, архів оригіналу за 14 травня 2021, процитовано 12 квітня 2021
- Strel'nik, Irina (30 березня 2021b), Shevchuk, Elena (ред.), Неадекватные действия областной власти усугубляют ситуацию на Харьковщине, Вечерний Харьков (рос.), Харків: OOO «Redakcija gazety «Vechernij Har'kov», OCLC 762014020, архів оригіналу за 31 березня 2021, процитовано 12 квітня 2021
- Strel'nik, Irina (8 квітня 2021a), Shevchuk, Elena (ред.), Денис Скорый: Блок Светличной предлагает внедрять опыт развитых стран, Вечерний Харьков (рос.), Харків: OOO «Redakcija gazety «Vechernij Har'kov», OCLC 762014020, архів оригіналу за 8 квітня 2021, процитовано 12 квітня 2021
- Stulen', Ekaterina (18 червня 2011), Guk, Ol'ga (ред.), Украинские медики спасают малышей с пороками сердца и ставят на ноги парализованных, Сегодня (рос.), Київ: Media Group Ukraine, OCLC 899365656, архів оригіналу за 2 серпня 2021, процитовано 12 квітня 2021